# Mário Mathias
Mário Gonçalves Nunes Duarte Mathias OMAI (Arganil, Benfeita, 11 de Agosto de 1899 – Lisboa, 6 de Junho de 1982) foi um político, escritor e jornalista português na época do Estado Novo.

## Família
Filho de Leonardo Gonçalves Mathias (Arganil, Benfeita, 13 de Dezembro de 1876 - 1952) e de sua mulher Maria da Assunção Nunes Gonçalves (Arganil, Benfeita, 1877 - Lisboa, Agosto de 1953); neto paterno de José Gonçalves Mathias e de sua mulher Ana de Jesus Garcia, e neto materno de José Elias Gonçalves (filho de António Elias Gonçalves e de sua mulher Josefa Bernarda) e de sua mulher Maria Nunes (Seixal, Seixal - ?, filha de José Duarte e de sua mulher Maria Nunes). Era irmão mais velho de Marcello Mathias.

## Biografia
Em 1917 foi Diretor da revista académica "O Mocho" e foi Sócio da primitiva Liga de Defesa e Engrandecimento da Freguesia da Benfeita desde a sua fundação em 1920. Licenciou-se em Direito pela Faculdade de Direito da Universidade de Lisboa a 10 de Julho de 1929, tendo publicado um trabalho sobre o Processo Penal nesse mesmo ano. Desempenhou as funções de Secretário-Geral do Governo Civil dos Distritos da Horta, Portalegre, Aveiro e Santarém, donde saiu por ter sido nomeado Adjunto do Diretor-Geral de Administração Política e Civil.
A 22 de Agosto de 1936 foi feito Oficial da Ordem Civil do Mérito Agrícola e Industrial Classe Industrial.
Escreveu Subsídios para uma monografia, que publicou no jornal "A Comarca de Arganil" entre Julho de 1938 e Abril de 1946, jornal do qual foi colaborador dedicado durante cerca de 65 anos. Redigiu numerosos artigos, crónicas, estudos e notas que vieram a público nos suplementos do Boletim Paroquial "O Facho".
A ele se deve a instalação do primeiro telefone público entre a Benfeita e a Coja, inaugurado em 1939. Mandou fazer o Sino da Paz a Manuel Francisco Cousinha, de Almada, para ser instalado na Torre Salazar, na Benfeita, e que tocou pela primeira vez a anunciar o fim da Segunda Guerra Mundial na Europa, a 8 de Maio de 1945. Foi nomeado Inspetor-Chefe Administrativo em 1948.
Deslocava-se frequentemente à Benfeita, que tanto amava, vivendo interessadamente os problemas da sua terra. Aqui viria a fixar-se e a merecer a consideração e o respeito de todos. Veio a ocupar o cargo de Presidente da Assembleia-Geral da Liga de Melhoramentos da Freguesia da Benfeita durante os anos de 1953 a 1965. Em 1960 exerceu, também, as funções de Presidente da Junta de Freguesia da Benfeita, cargo que viria a desempenhar durante 11 anos, até 1971.
Faleceu após prolongada doença e, conforme seu desejo, o seu corpo foi transportado para a sua terra e sepultado no Cemitério da Corga.

## Casamento e descendência
Casou com Maria Manuela Nunes da Silva Sanches, sem geração.